# Odontomera flavipleura
Odontomera flavipleura är en tvåvingeart som beskrevs av Willi Hennig 1938. Odontomera flavipleura ingår i släktet Odontomera och familjen Richardiidae.
Artens utbredningsområde är Bolivia. Inga underarter finns listade i Catalogue of Life.